# Аларихов законик
Аларихов законик или Аларихов Бревијаријум (Breviarium Alaricianum или Lex Romana Visigothorum) је законски зборник који је 506. издао визиготски краљ Аларих II за своје римске поданике. Састављен је из римских извора, а садржи и многе тачке преписане из Теодосијевог законика. После саветовања са представницима цркве и високог племства законик је ступио на снагу (2. фебруар 506), у 22. години Аларихове владавине. Прекршајем се сматрала примена било каквог другог закона и за њу је следила предвиђена казна. Аларих II је наредио састављање овог законика како би својим хиспаноримским поданицима обезбедио скуп правила према којима би се понашали и према којима би хиспаноримске судије доносили пресуде у споровима између Хиспаноримљана. Краљ је такође наредио да се додају објашњења на једноставном језику свим оним законима код којих би се указала потреба. Законик је био у употреби све до 654. када га је укинуо визиготски краљ Рекесвинт. Аларихов законик има изузетну вредност, јер представља један од ретких историјских извора о животу хиспаноримских поданика у визиготској држави.
За време свег свог постојања, Аларихов бревијар је допуњен само једном — допунио га је Теудис 546. године. Такође је сачуван једна копија рукописа ове допуне, која је позната као Закон о судским трошковима, којим се одређивала највиша сума коју су стране у судском спору могле добровољно да плате пре суђења, а у циљу спречавања подмићивања судских службеника.

## Значај
Овај законик је дефинисан као кодекс, у потврди Анијана (краљевог известиоца). За разлику од Јустинијановог кодекса који не садржи списе правника, он обухвата оба царска устава и правне расправе (Јура). Због околности да је Бревијер садржао краљевску одлуку којом се одређује да копије, оверене од стране Анијана, треба усвојити искључиво само као закон широм царства Визигота, компилација законика приписана је Анијану од стране многих писаца, а често се назива и Анијанов Бревијер (Breviary of Anianus).
Кодекс је, међутим, међу Визиготима био познат под називом Lex Romana или Lex Theodosii, а тек у 16. веку је уведен назив Бревијар да би се разликовао од претече кодекса Lex Romana Curiensis, који је уведен у 9. веку у Италији због потребе Римљана у Ломбардији. Ово преуређивање Визиготског законика први пут је објавио Paolo Canciani у својој збирци древних закона под насловом Закони древних староседелаца. Потом је откривен још један рукопис од стране Gustava Friedrich Hanel, у библиотеци Сен галена (Санкт Гален).
Главна вредност Визиготског законик лежи у извору римског права, укључијући и првих пет књига Теодосијевог законикика, пет књига Sententiae Receptae Јулија Паула и до проналаска рукописа у делу библиотеке у Верони, која је поседовала већи део Гајевих институција, то је било једино дело у коме је било који део институционалних списа, од тог великог правника, дошао до нас.
Бревијер је имао ефекат очувања традиције римског права у Аквитанији и Нарбонској Галији, које су постале Прованса  и Септиманија чиме јача њихов осећај трајног континуитета, растурен у Франачком царству.